# Danh sách cầu thủ tham dự Cúp bóng đá Trung Mỹ 2017

## Đội hình

### Belize
Huấn luyện viên:  Richard Orlowski
Đội hình chính thức được công bố ngày 7 tháng 1 năm 2017.

| Số | VT | Cầu thủ                  | Ngày sinh (tuổi)  | Trận | Bàn | Câu lạc bộ             |
| -- | -- | ------------------------ | ----------------- | ---- | --- | ---------------------- |
| 1  | TM | Woodrow West             | 19 tháng 9, 1985  | 22   | 0   | C.D. Honduras Progreso |
| 27 | TM | Shane Orio               | 7 tháng 8, 1980   | 27   | 0   | Belmopan Bandits       |
|    |    |                          |                   |      |     |                        |
| 4  | HV | Makonnan Clare           |                   | 0    | 0   | Anh                    |
| 7  | HV | Ian Gaynair              | 26 tháng 2, 1986  | 38   | 1   | Belmopan Bandits       |
| 8  | HV | Elroy Smith              | 30 tháng 11, 1981 | 44   | 2   | Belmopan Bandits       |
| 18 | HV | Evral Trapp              | 22 tháng 1, 1987  | 21   | 0   | Verdes                 |
| 23 | HV | Tyrone Pandy             | 14 tháng 1, 1986  | 10   | 0   | Belmopan Bandits       |
| 26 | HV | Mike Atkinson            | 2 tháng 12, 1994  | 0    | 0   |                        |
| 28 | HV | Khalil Velasquez         | 13 tháng 8, 1985  | 6    | 0   | Belmopan Bandits       |
|    |    |                          |                   |      |     |                        |
| 3  | TV | Trevor Lennen            | 5 tháng 1, 1983   | 30   | 1   | Police United          |
| 5  | TV | Elroy Kuylen             | 6 tháng 6, 1983   | 21   | 4   | Belmopan Bandits       |
| 6  | TV | Andres Makin Jr.         | 11 tháng 4, 1992  | 11   | 0   | Police United          |
| 12 | TV | Denmark Casey Jr.        | 14 tháng 1, 1994  | 8    | 0   | Belmopan Bandits       |
| 13 | TV | Dellon Torres            | 14 tháng 6, 1994  | 4    | 0   | Placencia Assassins    |
| 16 | TV | Jordy Polanco            | 8 tháng 7, 1996   | 3    | 0   | Belmopan Bandits       |
| 17 | TV | Devon Makin              | 11 tháng 11, 1990 | 9    | 0   | Police United          |
| 19 | TV | Luis Torres              | 2 tháng 3, 1993   | 2    | 0   | Placencia Assassins    |
| 21 | TV | Nana-Yaw Amankwah-Mensah | 19 tháng 1, 1989  | 1    | 0   | Belediye Bingölspor    |
|    |    |                          |                   |      |     |                        |
| 9  | TĐ | Deon McCaulay            | 20 tháng 9, 1987  | 36   | 21  | Verdes                 |
| 10 | TĐ | Michael Salazar          | 15 tháng 11, 1992 | 4    | 0   | Montreal Impact        |
| 11 | TĐ | Jarret Davis             | 17 tháng 6, 1989  | 6    | 0   | Verdes                 |
| 14 | TĐ | Gilroy Thurton           | 7 tháng 9, 1993   | 0    | 0   | Verdes                 |
| 20 | TĐ | Daniel Jimenez           | 14 tháng 4, 1988  | 26   | 2   | Police United          |

### Costa Rica
Huấn luyện viên: Óscar Ramírez
Đội hình chính thức được công bố ngày 2 tháng 1 năm 2017.

| Số | VT | Cầu thủ              | Ngày sinh (tuổi)  | Trận | Bàn | Câu lạc bộ         |
| -- | -- | -------------------- | ----------------- | ---- | --- | ------------------ |
| 1  | TM | Danny Carvajal       | 8 tháng 1, 1989   | 1    | 0   | Saprissa           |
| 18 | TM | Patrick Pemberton    | 24 tháng 5, 1982  | 33   | 0   | Alajuelense        |
| 23 | TM | Leonel Moreira       | 2 tháng 4, 1990   | 7    | 0   | Herediano          |
|    |    |                      |                   |      |     |                    |
| 2  | HV | Johnny Acosta        | 21 tháng 7, 1983  | 53   | 2   | Herediano          |
| 3  | HV | Jhamir Ordain        | 29 tháng 7, 1993  | 2    | 0   | Santos de Guápiles |
| 4  | HV | Michael Umaña        | 16 tháng 7, 1982  | 95   | 1   | Alajuelense        |
| 5  | HV | Kenner Gutiérrez     | 9 tháng 6, 1989   | 2    | 0   | Alajuelense        |
| 6  | HV | Allan Miranda        | 28 tháng 5, 1987  | 3    | 0   | Herediano          |
| 13 | HV | Pedro Leal           | 31 tháng 1, 1989  | 13   | 0   | Carmelita          |
| 15 | HV | Francisco Calvo      | 8 tháng 7, 1992   | 19   | 0   | Minnesota United   |
| 19 | HV | Juan Pablo Vargas    | 6 tháng 6, 1995   | 1    | 0   | Belén              |
| 22 | HV | Christopher Meneses  | 2 tháng 5, 1990   | 18   | 0   | Alajuelense        |
|    |    |                      |                   |      |     |                    |
| 7  | TV | John Jairo Ruiz      | 10 tháng 1, 1994  | 6    | 1   | Red Star Belgrade  |
| 12 | TV | Elías Aguilar        | 7 tháng 11, 1991  | 11   | 0   | Herediano          |
| 10 | TV | Marvin Angulo        | 30 tháng 9, 1986  | 4    | 0   | Saprissa           |
| 14 | TV | Randall Azofeifa     | 30 tháng 12, 1984 | 49   | 3   | Herediano          |
| 16 | TV | Gerson Torres        | 28 tháng 8, 1997  | 2    | 0   | América            |
| 17 | TV | Osvaldo Rodríguez    | 17 tháng 12, 1990 | 13   | 0   | Santos de Guápiles |
| 20 | TV | David Guzmán         | 18 tháng 2, 1990  | 25   | 0   | Portland Timbers   |
| 21 | TV | Ulises Segura        | 23 tháng 1, 1993  | 1    | 0   | Saprissa           |
|    |    |                      |                   |      |     |                    |
| 8  | TĐ | Deyver Vega          | 19 tháng 9, 1992  | 10   | 0   | Brann              |
| 9  | TĐ | José Guillermo Ortiz | 20 tháng 6, 1992  | 2    | 2   | D.C. United        |
| 11 | TĐ | Johan Venegas        | 27 tháng 11, 1988 | 33   | 8   | Minnesota United   |

### El Salvador
Huấn luyện viên:  Eduardo Lara
Đội hình chính thức được công bố ngày 10 tháng 1 năm 2017.
Caps and goals as of ngày 6 tháng 9 năm 2016 after the game against Canada. 

| Số | VT | Cầu thủ           | Ngày sinh (tuổi)  | Trận | Bàn | Câu lạc bộ           |
| -- | -- | ----------------- | ----------------- | ---- | --- | -------------------- |
| 1  | TM | Henry Hernandez   | 4 tháng 1, 1985   | 21   | 0   | Dragon               |
| 18 | TM | Óscar Arroyo      | 28 tháng 1, 1990  | 5    | 0   | Alianza              |
| 22 | TM | Benji Villalobos  | 15 tháng 7, 1988  | 11   | 0   | Aguila               |
|    |    |                   |                   |      |     |                      |
| 2  | HV | Ibsen Castro      | 24 tháng 10, 1988 | 10   | 1   | Águila               |
| 3  | HV | Roberto Domínguez | 9 tháng 5, 1997   | 10   | 0   | Santa Tecla          |
| 4  | HV | Henry Romero      | 17 tháng 9, 1991  | 17   | 1   | Águila               |
| 5  | HV | Ivan Mancia       | 7 tháng 11, 1987  | 4    | 0   | Santa Tecla          |
| 13 | HV | Alexander Larín   | 27 tháng 6, 1992  | 42   | 4   | Alianza              |
| 17 | HV | Juan Barahona     | 12 tháng 2, 1995  | 12   | 1   | Santa Tecla          |
| 21 | HV | Bryan Tamacas     | 21 tháng 2, 1995  | 7    | 0   | Boston River         |
| 23 | HV | Óscar Menjivar    | 1 tháng 10, 1997  | 0    | 0   | UES                  |
|    |    |                   |                   |      |     |                      |
| 6  | TV | Richard Menjivar  | 31 tháng 10, 1990 | 36   | 1   | Unattached           |
| 7  | TV | Darwin Cerén      | 31 tháng 12, 1989 | 38   | 2   | San Jose Earthquakes |
| 10 | TV | Jaime Alas        | 30 tháng 7, 1989  | 59   | 6   | Municipal            |
| 12 | TV | Herbert Sosa      | 11 tháng 1, 1990  | 17   | 2   | Alianza              |
| 14 | TV | Andrés Flores     | 31 tháng 8, 1990  | 54   | 0   | Unattached           |
| 15 | TV | Néstor Renderos   | 19 tháng 9, 1996  | 12   | 0   | FAS                  |
| 16 | TV | Óscar Cerén       | 26 tháng 10, 1991 | 14   | 1   | Alianza              |
| 19 | TV | Gerson Mayen      | 9 tháng 2, 1989   | 21   | 1   | Santa Tecla          |
| 20 | TV | Pablo Punyed      | 18 tháng 4, 1990  | 22   | 2   | ÍBV                  |
|    |    |                   |                   |      |     |                      |
| 8  | TĐ | Irvin Herrera     | 30 tháng 8, 1991  | 12   | 1   | Saint Louis FC       |
| 9  | TĐ | Rodolfo Zelaya    | 3 tháng 7, 1988   | 40   | 18  | Alianza              |
| 11 | TĐ | Nelson Bonilla    | 11 tháng 9, 1990  | 33   | 10  | Nacional             |

### Honduras
Huấn luyện viên:  Jorge Luis Pinto
Đội hình chính thức được công bố ngày 12 tháng 1 năm 2017.
Caps and goals current as of ngày 15 tháng 11 năm 2016 after the match against Trinidad và Tobago.
| Số | VT | Cầu thủ              | Ngày sinh (tuổi)  | Trận | Bàn | Câu lạc bộ      |
| -- | -- | -------------------- | ----------------- | ---- | --- | --------------- |
|    | TM | Donis Escober        | 3 tháng 2, 1980   | 50   | 0   | Olimpia         |
|    | TM | Luis López           | 13 tháng 9, 1993  | 2    | 0   | Real España     |
|    |    |                      |                   |      |     |                 |
|    | HV | Henry Figueroa       | 28 tháng 12, 1992 | 19   | 0   | Motagua         |
|    | HV | César Oseguera       | 20 tháng 7, 1990  | 10   | 0   | Real España     |
|    | HV | Ever Alvarado        | 30 tháng 1, 1992  | 9    | 1   | Unattached      |
|    | HV | Brayan García        | 19 tháng 10, 1994 | 5    | 0   | Vida            |
|    | HV | Marcelo Pereira      | 27 tháng 5, 1995  | 3    | 0   | Motagua         |
|    | HV | Félix Crisanto       | 9 tháng 9, 1990   | 2    | 0   | Motagua         |
|    | HV | Allans Vargas        | 25 tháng 9, 1993  | 2    | 0   | Real España     |
|    |    |                      |                   |      |     |                 |
|    | TV | Jorge Claros         | 8 tháng 1, 1986   | 71   | 3   | Real España     |
|    | TV | Luis Garrido         | 5 tháng 11, 1990  | 37   | 0   | Olimpia         |
|    | TV | Alfredo Mejía        | 3 tháng 4, 1990   | 29   | 1   | Marathón        |
|    | TV | Erick Andino         | 21 tháng 7, 1989  | 15   | 3   | Motagua         |
|    | TV | Alexander López      | 5 tháng 6, 1992   | 9    | 0   | Khaleej         |
|    | TV | Óliver Morazán       | 5 tháng 1, 1988   | 7    | 0   | Juticalpa F.C.  |
|    | TV | Óscar Salas          | 30 tháng 11, 1993 | 3    | 1   | Olimpia         |
|    | TV | Marcelo Canales      | 6 tháng 1, 1991   | 3    | 0   | Olimpia         |
|    | TV | Michaell Chirinos    | 17 tháng 6, 1995  | 3    | 0   | Olimpia         |
|    | TV | Jairo Puerto         | 28 tháng 12, 1988 | 3    | 0   | Marathón        |
|    | TV | Cristhian Altamirano | 26 tháng 11, 1989 | 2    | 0   | Real España     |
|    |    |                      |                   |      |     |                 |
|    | TĐ | Eddie Hernández      | 27 tháng 2, 1991  | 16   | 3   | Deportes Tolima |
|    | TĐ | Rubilio Castillo     | 26 tháng 11, 1991 | 14   | 4   | Motagua         |
|    | TĐ | Diego Reyes          | 11 tháng 1, 1990  | 11   | 2   | Marathón        |

### Nicaragua
Huấn luyện viên:  Henry Duarte
Đội hình chính thức được công bố ngày 10 tháng 1 năm 2017.

Caps and goals updated as of ngày 30 tháng 12 năm 2016 after the game against Trinidad và Tobago.

| Số | VT | Cầu thủ                | Ngày sinh (tuổi)  | Trận | Bàn | Câu lạc bộ                   |
| -- | -- | ---------------------- | ----------------- | ---- | --- | ---------------------------- |
|    | TM | Justo Lorente          | 27 tháng 2, 1994  | 17   | 0   | Real Estelí F.C.             |
|    | TM | Róger Sánchez          | 12 tháng 6, 1992  | 0    | 0   | UNAN Managua                 |
|    | TM | Diedrich Téllez        | 31 tháng 10, 1984 | 5    | 0   | Juventus Managua             |
|    |    |                        |                   |      |     |                              |
|    | HV | Jason Casco            | 13 tháng 2, 1990  | 17   | 0   | Real Estelí F.C.             |
|    | HV | Luis Fernando Copete   | 12 tháng 2, 1989  | 19   | 3   | Comerciantes Unidos          |
|    | HV | Cyril Errington        | 30 tháng 3, 1992  | 1    | 0   | UES                          |
|    | HV | Oscar López            | 27 tháng 2, 1992  | 4    | 0   | Managua F.C.                 |
|    | HV | Josué Quijano          | 10 tháng 3, 1991  | 35   | 1   | Real Estelí F.C.             |
|    | HV | Manuel Rosas           | 14 tháng 10, 1983 | 21   | 2   | Real Estelí F.C.             |
|    | HV | Erick Téllez           | 28 tháng 1, 1989  | 18   | 0   | Diriangén FC                 |
|    | HV | Bismarck Veliz         | 10 tháng 9, 1993  | 7    | 0   | Chinandega FC                |
|    |    |                        |                   |      |     |                              |
|    | TV | Juan Barrera (Captain) | 2 tháng 3, 1989   | 33   | 6   | C.S.D. Comunicaciones        |
|    | TV | Jason Coronel          | 6 tháng 10, 1993  | 5    | 0   | Diriangén FC                 |
|    | TV | Bryan García           | 25 tháng 5, 1995  | 8    | 1   | Real Estelí F.C.             |
|    | TV | Lesther Jarquin        | 16 tháng 2, 1992  | 2    | 0   | Juventus Managua             |
|    | TV | Marlon López           | 2 tháng 11, 1992  | 14   | 0   | Real Estelí F.C.             |
|    | TV | Maykel Montiel         | 27 tháng 1, 1993  | 4    | 0   | UNAN Managua                 |
|    | TV | Luis Peralta           | 12 tháng 10, 1988 | 11   | 1   | Deportivo Walter Ferretti    |
|    | TV | Elvis Pinel            | 22 tháng 3, 1992  | 20   | 1   | Real Estelí F.C.             |
|    | TV | Alexis Somarriba       | 11 tháng 5, 1994  | 2    | 0   | Managua F.C.                 |
|    |    |                        |                   |      |     |                              |
|    | TĐ | Daniel Cadena          | 9 tháng 2, 1987   | 9    | 2   | Free Agent                   |
|    | TĐ | Norfran Lazo           | 8 tháng 9, 1990   | 12   | 1   | Managua F.C.                 |
|    | TĐ | Jaime Moreno           | 30 tháng 3, 1995  | 1    | 0   | Cultural y Deportiva Leonesa |

### Panama
Huấn luyện viên:  Hernán Darío Gómez
Đội hình chính thức được công bố ngày 7 tháng 1 năm 2017.

| Số | VT | Cầu thủ            | Ngày sinh (tuổi)          | Trận | Bàn | Câu lạc bộ           |
| -- | -- | ------------------ | ------------------------- | ---- | --- | -------------------- |
|    | TM | José Calderón      | 14 tháng 8, 1985          | 17   | 0   | Platense             |
|    | TM | Álex Rodríguez     | 5 tháng 8, 1990           | 5    | 0   | Pérez Zeledón        |
|    |    |                    |                           |      |     |                      |
|    | HV | Harold Cummings    | 1 tháng 3, 1992           | 46   | 0   | Alajuelense          |
|    | HV | Luis Ovalle        | 7 tháng 9, 1988           | 9    | 0   | Zamora               |
|    | HV | Ángel Patrick      | 27 tháng 2, 1992          | 3    | 0   | Árabe Unido          |
|    | HV | Azmahar Ariano     | 14 tháng 1, 1991          | 1    | 0   | Árabe Unido          |
|    | HV | Roderick Miller    | 3 tháng 4, 1992           | 24   | 0   | Atlético Nacional    |
|    | HV | Erick Davis        | 31 tháng 3, 1991          | 28   | 0   | Dunajská Streda      |
|    | HV | Jean Carlos Vargas | 13 tháng 3, 1995          | 2    | 0   | Tauro                |
|    |    |                    |                           |      |     |                      |
|    | TV | Armando Cooper     | 26 tháng 11, 1987         | 77   | 5   | Toronto FC           |
|    | TV | Aníbal Godoy       | 10 tháng 2, 1990          | 67   | 1   | San Jose Earthquakes |
|    | TV | Amílcar Henríquez  | 2 tháng 8, 1983 (32 tuổi) | 77   | 0   | Árabe Unido          |
|    | TV | Alberto Quintero   | 18 tháng 12, 1987         | 77   | 5   | Lobos BUAP           |
|    | TV | Josiel Núñez       | 29 tháng 1, 1993          | 6    | 0   | Atlético Venezuela   |
|    | TV | Ricardo Buitrago   | 10 tháng 3, 1985          | 23   | 3   | Juan Aurich          |
|    | TV | Óscar Villareal    | 3 tháng 2, 1995           | 0    | 0   | Chorrillo            |
|    | TV | Édgar Bárcenas     | 23 tháng 10, 1993         | 9    | 0   | Árabe Unido          |
|    | TV | José González      | 5 tháng 5, 1991           | 5    | 0   | Árabe Unido          |
|    |    |                    |                           |      |     |                      |
|    | TĐ | Abdiel Arroyo      | 13 tháng 12, 1993         | 19   | 2   | Deportes Tolima      |
|    | TĐ | Rolando Blackburn  | 9 tháng 1, 1990           | 23   | 4   | Saprissa             |
|    | TĐ | Tony Taylor        | 13 tháng 7, 1989          | 1    | 0   | Unattached           |
|    | TĐ | Enrico Small       | 1 tháng 5, 1989           | 0    | 0   | Árabe Unido          |